# La vendetta del mostro
La vendetta del mostro (Revenge of the Creature) è un film del 1955 diretto da Jack Arnold.
Il film, girato in 3D, è un fanta-horror, seguito del più celebre Il mostro della laguna nera, diretto sempre da Arnold nel 1954. In Italia il film fu distribuito per la prima volta da Universal International nel 1959. Ebbe a sua volta un seguito, Il terrore sul mondo (The Creature Walks Among Us) del 1956.

## Trama
Un gruppo di scienziati ritorna nella laguna per catturare il mostro. Nella prima immersione viene aggredito uno studioso che si riesce a salvare. Per catturare la creatura decidono di utilizzare la dinamite; l'operazione riesce e il corpo della creatura viene a galla privo di sensi ma ancora in vita.
Il mostro viene portato in un parco marino dove verrà studiato e usato come attrazione turistica. Si sveglia nel bacino provvisorio, dove crea alcuni problemi, ma gli inservienti riescono comunque a trasferirlo nella vasca d’esposizione e ad incatenarlo. Vengono effettuati dei test su di lui per capire quanto sia sviluppato il suo cervello, ma durante uno di questi si riesce a liberare dalla catena e a scappare. La sua furia provocherà alcune vittime e rapirà anche una scienziata della quale si è invaghito.
Un altro degli scienziati che lo aveva studiato fino al momento della sua fuga, nonché fidanzato della ragazza rapita, fa sapere che il mostro non può resister fuori dall'acqua più di pochi minuti, quindi il campo di ricerca si restringe a pochi metri oltre la costa. Allora la polizia più alcuni volontari si dividono in gruppi e quando uno di questi avvista il mostro lancia un segnale che attira l'attenzione di tutti gli altri. La ragazza viene tratta in salvo mentre il mostro viene messo un'altra volta KO.

## Produzione
Le riprese di questo sequel cominciarono già nel giugno del 1954, quando era chiaro ai dirigenti della Universal che il successo de Il mostro della laguna nera sarebbe stato formidabile.
Nel film appare l'attore Clint Eastwood, alla sua prima comparsa cinematografica. Interpretava un assistente di laboratorio con un topolino in tasca. L'attore Ricou Browling, che indossa i panni dell'uomo pesce, compare a sua volta in un piccolo cameo: è il tecnico che preleva il sangue ad uno squalo insieme a John Agar.

## Distribuzione
Pur essendo stato ripreso per esser proiettato con la tecnica speciale delle tre dimensioni, per via della noncuranza degli operatori dei cinema nel far confluire le immagini simultaneamente nello schermo, il film fu distribuito in questa versione in poche sale.

## Critica
(Il Morandini)

## Sequel
Il film del 1956 Il terrore sul mondo (The Creature Walks Among Us) costituisce il seguito della pellicola, concludendo la serie iniziata con Il mostro della laguna nera.